# Bradesco
Banco Bradesco is een Braziliaanse financiële instelling met hoofdzetel in Osasco, São Paulo. De financiële instelling bestaat uit de gelijknamige bank en de verzekeraar Bradesco Seguros. De verzekeringstak heeft onder andere auto- brand- en ziektekostenverzekeringsactiviteiten. Naast als bank-verzekeraar is Banco Bradesco tevens actief als exploitant van creditcards.
Banco Bradesco werd in 1943 in een stad in het binnenland van de staat São Paulo opgericht en groeide nadien tot grootste financiële instelling van Brazilië en van Latijns-Amerika. Sinds 2008 is het na de fusiebank Itaú Unibanco de op een na grootste Braziliaanse financiële instelling. De financiële instelling heeft drieduizend kantoren verdeeld over Brazilië en daarnaast vestigingen in onder andere de Verenigde Staten, Japan en Luxemburg. 
Behalve aan de Bovespa is Banco Bradesco tevens genoteerd aan de New York Stock Exchange. Het bedrijf had per eind 2017 bijna 100.000 medewerkers. 